# Ophrys carica
Ophrys carica är en orkidéart som beskrevs av Helmut Baumann och Siegfried Künkele. Ophrys carica ingår i ofryssläktet, och familjen orkidéer.
Artens utbredningsområde är Turkiet. Inga underarter finns listade i Catalogue of Life.